# Нюланн, Орьян
Оряьн Хошёль Нюланн (норв. Ørjan Håskjold Nyland; род. 10 сентября 1990[…], Волда, Мёре-ог-Ромсдал) — норвежский футболист, вратарь клуба  «Севилья» и сборной Норвегии.

## Клубная карьера

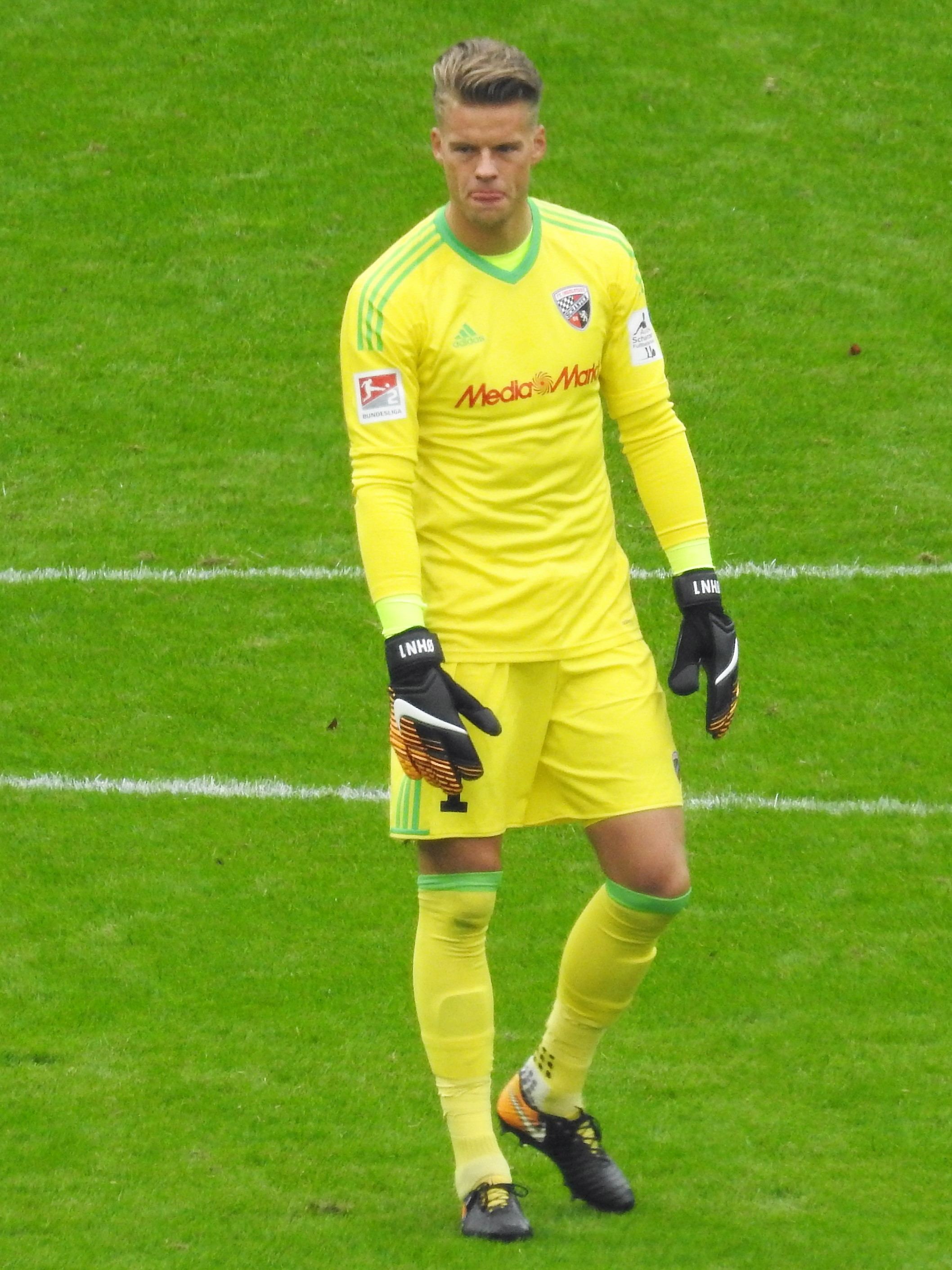
Нюланн в составе «Ингольштадт 04»

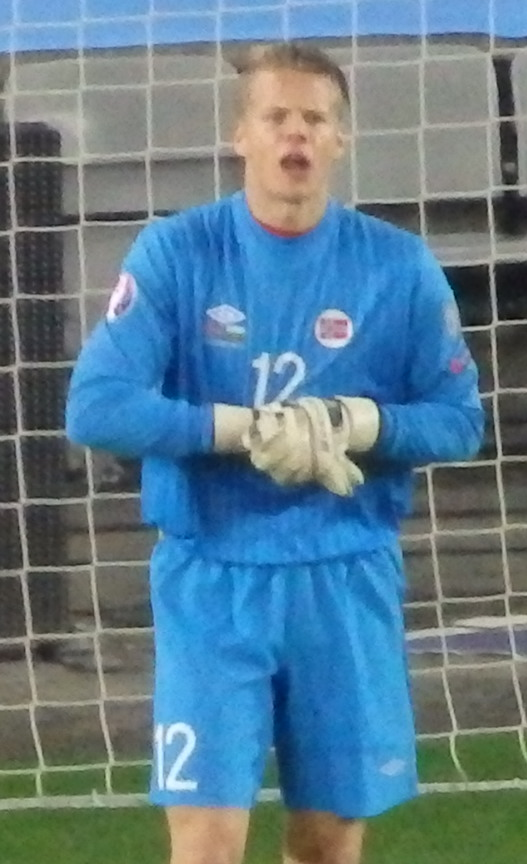
Нюланн в составе сборной Норвегии

В детстве Оряьн занимался гандболом, горными лыжами и футболом. Свою карьеру он начал в футбольной школе родного города Волда. В 2007 году Нюланн присоединился к молодёжной команде клуба «Хёдд». Первый сезон он был третьим вратарём после Кима Лейноффа и Вейбъёрна Скийде. В 2008 году Орьян дебютировал в первом дивизионе Норвегии и провёл три матча. В том же году он был признан одним из самых талантливых вратарей Норвегии и тренировался с «Русенборгом», «Мольде» и английским «Эвертоном».
В 2010 году Нюланн завоевал место основного голкипера команды. В 2012 году «Тромсё» хотел подписать Орьяна в качестве сменщика Маркуса Салмана, но не смог осилить финансовые требования «Хёдда». В том же году он помог клубу завоевать Кубок Норвегии.
В 2012 году Нюланн стал свободным агентом и подписал контракт с «Мольде». Вначале Орьян был третьим вратарём после Эспена Петтерсена и Уле Содерберга. 6 мая 2013 года в матче против «Старта» он дебютировал в Типпелиге. После травмы Эспена Петтерсена, Нюланн стал основным голкипером команды. В 2013 году Орьян во второй раз выиграл кубок и через год стал чемпионом Норвегии.
Летом 2015 года Орьян перешёл в немецкий «Ингольштадт 04», подписав контракт на четыре года. 23 августа в матче против дортмундской «Боруссии» он дебютировал в Бундеслиге.
Летом 2018 года Нюланн перешёл в английскую «Астон Виллу», подписав контракт на три года. Сумма трансфера составила 3 млн евро. 11 августа в матче против «Уиган Атлетик» он дебютировал в Чемпионшипе. По итогам сезона Орьян помог клубу выйти в элиту 10 ноября 2019 года в матче против «Вулверхэмптон Уондерерс» он дебютировал в английской Премьер-лиге.
1 февраля 2021 года Нюланн подписал контракт до конца сезона с клубом «Норвич Сити». 26 июня было объявлено, что он покинул клуб.
17 августа 2021 года на правах свободного агента Ниланд подписал контракт с клубом «Борнмут». 28 августа в матче против «Халл Сити» он дебютировал за новую команду. В начале 2022 года Нюланн перешёл в «Рединг». 15 марта в матче против своего бывшего клуба «Борнмут» он дебютировал за новый клуб. Летом 2022 года на правах свободного агента Орьян подписал контракт с «РБ Лейпциг».

## Международная карьера
Признавался лучшим вратарём мемориала Ежека 2007 года. В 2013 году в составе молодёжной сборной Норвегии Нюланн принял участие в молодёжном чемпионате Европы в Израиле. На турнире он сыграл в матчах против команд Англии, Израиля и Испании. По итогам соревнования Орьян вошёл в символическую сборную.
19 ноября 2013 года в товарищеском матче против сборной Шотландии Нюланн дебютировал за сборную Норвегии.

## Статистика

### Матчи Нюланна за сборную Норвегии
| Матчи Нюланна за сборную Норвегии | Матчи Нюланна за сборную Норвегии | Матчи Нюланна за сборную Норвегии | Матчи Нюланна за сборную Норвегии | Матчи Нюланна за сборную Норвегии | Матчи Нюланна за сборную Норвегии |
| --------------------------------- | --------------------------------- | --------------------------------- | --------------------------------- | --------------------------------- | --------------------------------- |
| №                                 | Дата                              | Соперник                          | Счёт                              | Пропущено голов                   | Соревнование                      |
| 1                                 | 19 ноября 2013                    | Шотландия                         | 0:1                               | 1                                 | Товарищеский матч                 |
| 2                                 | 15 января 2014                    | Молдова                           | 2:1                               | 1                                 | Товарищеский матч                 |
| 3                                 | 5 марта 2014                      | Чехия                             | 2:2                               | 2                                 | Товарищеский матч                 |
| 4                                 | 27 мая 2014                       | Франция                           | 0:4                               | 4                                 | Товарищеский матч                 |
| 5                                 | 3 сентября 2014                   | Англия                            | 0:1                               | 1                                 | Товарищеский матч                 |
| 6                                 | 9 сентября 2014                   | Италия                            | 0:2                               | 2                                 | Чемпионат Европы 2016 (отбор)     |
| 7                                 | 10 октября 2014                   | Мальта                            | 3:0                               | —                                 | Чемпионат Европы 2016 (отбор)     |
| 8                                 | 13 октября 2014                   | Болгария                          | 2:1                               | 1                                 | Чемпионат Европы 2016 (отбор)     |
| 9                                 | 12 ноября 2014                    | Эстония                           | 0:1                               | 1                                 | Товарищеский матч                 |
| 10                                | 16 ноября 2014                    | Азербайджан                       | 1:0                               | —                                 | Чемпионат Европы 2016 (отбор)     |
| 11                                | 28 марта 2015                     | Хорватия                          | 1:5                               | 5                                 | Чемпионат Европы 2016 (отбор)     |
| 12                                | 8 июня 2015                       | Швеция                            | 0:0                               | —                                 | Товарищеский матч                 |
| 13                                | 12 июня 2015                      | Азербайджан                       | 0:0                               | —                                 | Чемпионат Европы 2016 (отбор)     |
| 14                                | 3 сентября 2015                   | Болгария                          | 1:0                               | —                                 | Чемпионат Европы 2016 (отбор)     |
| 15                                | 6 сентября 2015                   | Хорватия                          | 2:0                               | —                                 | Чемпионат Европы 2016 (отбор)     |
| 16                                | 10 октября 2015                   | Мальта                            | 2:0                               | —                                 | Чемпионат Европы 2016 (отбор)     |
| 17                                | 13 октября 2015                   | Италия                            | 1:2                               | 2                                 | Чемпионат Европы 2016 (отбор)     |
| 18                                | 12 ноября 2015                    | Венгрия                           | 0:1                               | 1                                 | Чемпионат Европы 2016 (отбор)     |
| 19                                | 15 ноября 2015                    | Венгрия                           | 1:2                               | 2                                 | Чемпионат Европы 2016 (отбор)     |
| 20                                | 29 марта 2016                     | Финляндия                         | 2:0                               | —                                 | Товарищеский матч                 |
| 21                                | 1 июня 2016                       | Исландия                          | 3:2                               | 2                                 | Товарищеский матч                 |
| 22                                | 5 июня 2016                       | Бельгия                           | 2:3                               | 3                                 | Товарищеский матч                 |
| 23                                | 31 августа 2016                   | Беларусь                          | 0:1                               | 1                                 | Товарищеский матч                 |
| 24                                | 13 июня 2017                      | Швеция                            | 1:1                               | 1                                 | Товарищеский матч                 |
| 25                                | 8 октября 2017                    | Северная Ирландия                 | 1:0                               | —                                 | Чемпионат мира 2018 (отбор)       |
| 26                                | 26 марта 2018                     | Албания                           | 1:0                               | —                                 | Товарищеский матч                 |
| 27                                | 6 июня 2018                       | Панама                            | 1:0                               | —                                 | Товарищеский матч                 |
| 28                                | 18 ноября 2019                    | Мальта                            | 2:1                               | 1                                 | Чемпионат Европы 2020 (отбор)     |
| 29                                | 7 сентября 2021                   | Гибралтар                         | 5:1                               | 1                                 | Чемпионат мира 2022 (отбор)       |
| 30                                | 8 октября 2021                    | Турция                            | 1:1                               | 1                                 | Чемпионат мира 2022 (отбор)       |
| 31                                | 11 октября 2021                   | Черногория                        | 2:0                               | —                                 | Чемпионат мира 2022 (отбор)       |
| 32                                | 13 ноября 2021                    | Латвия                            | 0:0                               | —                                 | Чемпионат мира 2022 (отбор)       |
| 33                                | 16 ноября 2021                    | Нидерланды                        | 0:2                               | 2                                 | Чемпионат мира 2022 (отбор)       |
| 34                                | 25 марта 2022                     | Словакия                          | 2:0                               | —                                 | Товарищеский матч                 |
| 35                                | 2 июня 2022                       | Сербия                            | 1:0                               | —                                 | Лига наций УЕФА 2022/2023         |
| 36                                | 5 июня 2022                       | Швеция                            | 2:1                               | 1                                 | Лига наций УЕФА 2022/2023         |
| 37                                | 9 июня 2022                       | Словения                          | 0:0                               | —                                 | Лига наций УЕФА 2022/2023         |
| 38                                | 12 июня 2022                      | Швеция                            | 3:2                               | 2                                 | Лига наций УЕФА 2022/2023         |
| 39                                | 24 сентября 2022                  | Словения                          | 1:2                               | 2                                 | Лига наций УЕФА 2022/2023         |
| 40                                | 27 сентября 2022                  | Сербия                            | 0:2                               | 2                                 | Лига наций УЕФА 2022/2023         |
| 41                                | 17 ноября 2022                    | Ирландия                          | 2:1                               | 1                                 | Товарищеский матч                 |
| 42                                | 20 ноября 2022                    | Финляндия                         | 1:1                               | 1                                 | Товарищеский матч                 |
| 43                                | 25 марта 2023                     | Испания                           | 0:3                               | 3                                 | Чемпионат Европы 2024 (отбор)     |
| 44                                | 28 марта 2023                     | Грузия                            | 1:1                               | 1                                 | Чемпионат Европы 2024 (отбор)     |
| 45                                | 17 июня 2023                      | Шотландия                         | 1:2                               | 2                                 | Чемпионат Европы 2024 (отбор)     |
| 46                                | 20 июня 2023                      | Кипр                              | 3:1                               | 1                                 | Чемпионат Европы 2024 (отбор)     |
| 47                                | 7 сентября 2023                   | Иордания                          | 6:0                               | —                                 | Товарищеский матч                 |
| 48                                | 12 сентября 2023                  | Грузия                            | 2:1                               | 1                                 | Чемпионат Европы 2024 (отбор)     |
| 49                                | 12 октября 2023                   | Кипр                              | 4:0                               | —                                 | Чемпионат Европы 2024 (отбор)     |
| 50                                | 15 октября 2023                   | Испания                           | 0:1                               | 1                                 | Чемпионат Европы 2024 (отбор)     |
| 51                                | 22 марта 2024                     | Чехия                             | 1:2                               | 2                                 | Товарищеский матч                 |
| 52                                | 26 марта 2024                     | Словакия                          | 1:1                               | 1                                 | Товарищеский матч                 |

Итого: 52 матча / пропущено 56 голов; 24 победы, 10 ничьих, 18 поражений.

## Достижения

### Клубные
«Хёдд»
- Обладатель Кубка Норвегии: 2012

«Мольде»
- Чемпион Норвегии: 2014
- Обладатель Кубка Норвегии: 2013, 2014

«Астон Вилла»
- Обладатель Кубка Английской футбольной лиги: 2019/20

Международные
- Бронзовый призёр молодёжного чемпионата Европы: 2013

### Индивидуальные
- Символическая сборная молодёжного чемпионата Европы: 2013
- Вратарь года чемпионата Норвегии: 2014, 2015